# 趙曾重
赵曾重（1847年—1912年），字伯远，号蘅甫。安徽太湖人，晚清翰林、学者。
其家族文风极盛，曾祖赵文楷为嘉庆元年（1796年）状元，祖父赵畇，父赵继元皆为进士出身。光绪二年（1876年）会试中第，成贡士，因假未及殿试。光绪六年（1880年）补殿试，朝考，取为二甲第七十九名进士，同年五月，改翰林院庶吉士。光緒九年（1883年）四月，散館，授翰林院編修。光绪二十一年（1895年）回乡，主讲安庆敬敷书院。著有《味琴山馆集》。